# 博尔迪尔斯
博尔迪尔斯，是西班牙加泰罗尼亚赫罗纳省的一个市镇。总面积7平方公里，总人口1344人（2001年），人口密度192人/平方公里。